# آرزوهای دوردست
آرزوهای دوردست (انگلیسی: High Hopes) یک فیلم کمدی-درام بریتانیایی به کارگردانی مایک لی است که در سال ۱۹۸۸ منتشر شد.

## بازیگران
- فیل دیویس
- روت شین
- فیلیپ جکسون
- لسلی منویل
- دیوید بامبر
- جیسون واتکینز